# لیک مینچومینا (آلاسکا)
لیک مینچومینا (به انگلیسی: Lake Minchumina) شهرکی در ناحیه سرشماری یوکان-کویوکوک، آلاسکا ایالت آلاسکا است که جمعیت آن در سرشماری سال ۲۰۰۰ میلادی ۳۲ نفر بوده‌است.